# Bernard Smith (filmproducent)
Bernard Smith, född 20 september 1907 i New York, död 21 december 1999 i Beverly Hills i Kalifornien, var en amerikansk filmproducent och redaktör.
Smith studerade vid City University of New York och anställdes 1928 av förlaget Alfred A. Knopf. Hans litteraturvetenskapliga bok Forces in American Criticism utkom 1939. På förlaget Knopf var han redaktör åt sådana författare som Raymond Chandler, Dashiell Hammett, Langston Hughes och B. Traven. Han lyckades bevara hemligheten kring B. Travens identitet.
Smith producerade Elmer Gantry och Så vanns vilda västern, båda av vilka nominerades till Oscar för bästa film. Han var dessutom med om att producera John Fords sista västernfilm Indianerna och Fords allra sista film Sju kvinnor. Smith lämnade filmindustrin år 1971 för att skriva sina memoarer. År 1994 utkom slutligen Smiths memoarbok A World Remembered: 1925–1950.